# Agathiphaga vitiensis
Agathiphaga vitiensis Dumbleton, 1952 è una delle due specie di lepidotteri appartenenti alla famiglia Agathiphagidae, ed è diffusa esclusivamente in Oceania.

## Descrizione
Il carattere primitivo di questo lepidottero appare evidente per l'affinità morfologica e filogenetica sia con i Panorpoidea più primitivi, in particolare con i tricotteri, sia con i Micropterigidae, considerati la famiglia più primitiva tra i lepidotteri.

### Adulto
Gli adulti hanno taglia maggiore rispetto alla congenere A. queenslandensis, sono apparentemente simili a tricotteri, ed hanno abitudini notturne.

Le ali hanno nervatura omoneura; quelle anteriori sono bruno-grigiastre, ed in condizioni di riposo vengono tenute "a tetto" con un angolo acuto, come nei Microlepidotteri.

L'ala anteriore misura 8 mm, è di color grigio-brunastro sulla pagina dorsale, e rivela sottilissimi peli bianchi oltre ad una macchia giallo-brunastra sull'area anale, ed un'altra più piccola posta distalmente prima della metà del margine posteriore. La nervatura Sc non è ramificata mentre la cellula cubito-mediale è chiusa, in aggiunta a quella radiale. La venatura R1 è ramificata, a differenza di quanto osservabile in A. queenslandensis; inoltre Cu1a si diparte da M3.. Le tre venature anali partono separatamente alla base dell'ala, per poi unirsi prima del termen. Manca la nervatura umerale, come pure le trasversali Sc-R1, Cu2-Cu1b ed 1A-Cu2. L'accoppiamento alare è del tipo jugato. Si nota pure un meccanismo di accoppiamento tra ala anteriore e metatorace.

La capsula cefalica è fortemente sclerotizzata e pigmentata, tranne dove sono presenti ciuffi o scaglie.
Gli ocelli sono assenti, così come i chaetosemata, ma le antenne rivelano una grande varietà di sensilli con forme e funzioni differenti. Più in dettaglio, le antenne sono lunghe 5 mm, e contano circa 47 antennomeri, con scapo di 0,4 mm.
L'apparato boccale non ha la struttura e la funzionalità del tipo succhiante, tipico della generalità dei lepidotteri, in quanto le mandibole sono ridotte ciascuna ad un processo digitiforme, poco funzionale e sclerotizzato, con un dente vestigiale e vari pori sensoriali basali e distali, oltre a piccole setae raccolte in un'area apicale; le galee mascellari non sono organizzate a formare la spirotromba, ma si assottigliano fino ad assumere la forma di una foglia. Il labrum è trilobato e non ridotto, con lobi laterali che reggono una seta maggiore e due più ridotte per ogni lato; palpi labiali a quattro segmenti, il primo molto corto, il secondo leggermente più lungo, il terzo due volte più lungo del secondo, ed il quarto leggermente più lungo del terzo, con il solco sensoriale che si estende all'indietro fino a circa metà della lunghezza; manca il processo sensoriale digitiforme retto dal primo segmento. I palpi mascellari, lunghi e ripiegati su se stessi, hanno cinque articoli: il primo, il terzo ed il quarto sono simili per lunghezza, il secondo è più corto, ed il quinto appare ridotto ad una tozza forma globulare. Le lacinie sono presenti, sclerotizzate, e ciascuna di esse regge una singola seta dorsale (in A. queenslandensis sono quattro). A differenza di quanto visibile nella specie congenere, qui è presente un complesso di spinule sull'epifaringe. Come nelle Micropterigidae e nelle Heterobathmiidae, anche qui si nota una piccola cavità a funzione trituratrice sull'ipofaringe, che risulta strettamente affine a quella di A. queenslandensis. È visibile la sutura epicraniale, ma non le due suture laterali. Il clipeo rivela due pori sensoriali per ogni lato. Le paraglossae sono assenti.

Nelle zampe, le tibie del I paio hanno l'epifisi a metà lunghezza, mentre quelle del II e III paio mostrano due speroni apicali e due mediani; i femori del I e II paio hanno due piccole setae o speroni apicali.

Sono presenti spiracoli sui primi sette degli otto segmenti addominali; sull'ottavo si notano vestigia spiracolari solo nella femmina. Il primo tergite addominale rivela anteriormente uno sclerite pseudopentagonale, ai lati del quale si notano ramificazioni posteriori. Il primo sternite addominale è ridotto a poco più che uno stretto sclerite trasversale; le membrane di giunzione tra primo e secondo segmento addominale sono invaginate ventralmente, e sulle opposte superfici si notano due scleriti ellittici, le punte dei quali si articolano l'una con l'altra e con la punta di un terzo sclerite trasversale. Uno stretto sternite a forma di bastoncello corre dal margine anterolaterale del secondo sternite, fino ad un punto intermedio tra la linea mediana e lo spiracolo. In posizione posteromediale rispetto al secondo sternite addominale, si trova un piccolo sclerite a forma rettangolare, anteriormente concavo. Su ogni lato del margine anteriore del secondo tergite, due brevi scleriti longitudinali corrono posteriormente. Nel maschio si possono osservare un paio di processi ghiandolari a livello del quinto sternite addominale, la cui forma allungata e ritorta è tipica di questa famiglia; si notano inoltre due processi laterali che partono dal margine anteriore dell'ottavo sternite, e si ripiegano a livello del settimo segmento.

Nel genitale maschile, simile a quello di A. queenslandensis, uncus e gnathos sono sviluppati e ricurvi dorsalmente, mentre il nono segmento addominale forma un anello completo, e non diviso in tegumen (dorsale) e vinculum (ventrale); le due "ali" laterali, formate dalla modificazione del margine, sono profondamente affossate nell'ottavo segmento. Posteriormente rispetto al dorsum si osservano due lobi paramediani, tra i quali si trova uno sclerite solcato e pigmentato, che reca corte setae posteriori; tra questo ed uno sclerite ventrale opposto si trova l'invaginazione entro la quale si apre l'ano; in posizione intermedia tra questo sclerite, che rivela anteriormente un'area con scaglie embricate, e la base delle appendici per l'accoppiamento, si trova l'apertura genitale, da cui viene protruso l'edeago. Sono presenti un paio di presocii ed un paio di socii.

Nel genitale femminile, anch'esso simile a quello di A. queenslandensis, il segmento terminale rivela una struttura "ad Y", lunga circa 1 mm, non molto sclerotizzata. L'ovopositore è estensibile, ma non perforante. Ci sono due coppie di apofisi anteriori, una ventrale e l'altra dorsale, oltre alla singola coppia di apofisi posteriori.

### Uovo
Poiché l'ovopositore della femmina è estroflessibile ma non sclerotizzato, le uova non possono essere "iniettate" all'interno dei tessuti vegetali della pianta ospite, ma vengono invece depositate sulla superficie del seme, possibilmente in corrispondenza di piccole fessure o asperità.

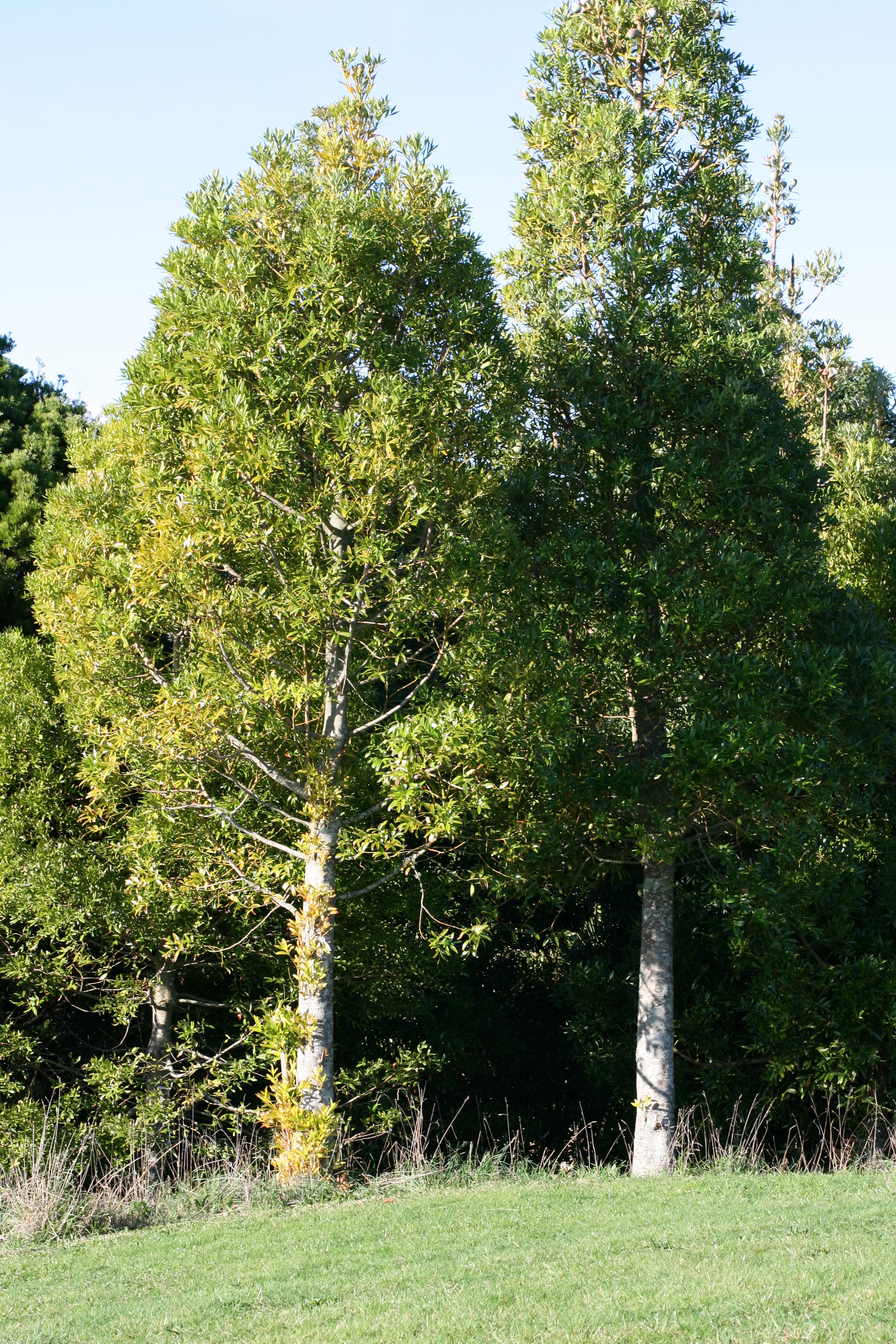
Agathis macrophylla ad Auckland, Nuova Zelanda

### Larva
La larva è molto simile a quella di A. queenslandensis, sebbene un poco più grande: a completa maturazione raggiunge i 6 mm di lunghezza, per un diametro di 2,5 mm; appare giallastra, non appiattita, apoda e vermiforme, essendo priva di zampe e pseudozampe; il capo, che al contrario risulta scuro, è molto più piccolo del resto del corpo, non appiattito e, pur essendo di fatto prognato, appare al contrario ipognato, dal momento che i primi segmenti sono più lunghi dorsalmente che ventralmente.
Il tegumento del torace e dell'addome rivela setae corte e rade, e non mostra zone pigmentate né piastre sclerotizzate. Sono presenti nove paia di spiracoli, un paio toracici e gi altri otto addominali. Le antenne sono presenti ma fortemente ridotte: ciascuna consiste di un segmento sclerotizzato e pigmentato, posto all'interno di un anello, esso pure pigmentato; all'apice si osservano tre processi digitiformi, tre setae più ridotte ed una quarta seta provvista di uno spesso collare. In posizione posteroventrale rispetto ad ogni suddetto anello, si osserva una macchia pigmentata, che rappresenta un ocello. Il labrum è trasversale, appena smussato anteriormente e regge, ad ogni lato del margine, quattro setae superiori, poste lungo una linea, ed una quinta al di sotto delle precedenti; ad ogni lato sono inoltre visibili altre due setae superiori ed una terza inferiore. Le mandibole sono quadridentate e reggono, sulla superficie esterna, due setae; non vi è invece alcuna seta lungo il margine di taglio. La principale differenza, rispetto alla specie congenere, è rappresentata dalla forma delle propaggini laterali del foramen posteriore, che qui sono triangolari (in A. queenslandensis sono ovali), a causa della costrizione prodotta dai processi dorsali e ventrali dell'epicranio. Il mento è privo di setae e di fossette sensoriali, e risulta anatomicamente separato ad ogni lato, rispetto alle parti mascellari, da una banda pigmentata. Il labium è sviluppato e conico, con due corte setae posteriori ed una coppia di fossette sensoriali. I palpi labiali hanno due segmenti: quello basale è pigmentato, a tronco di cono, e regge una piccola seta; il secondo, più piccolo, presenta un ridotto processo apicale. Gli stipiti mascellari mostrano due setae, mentre il palpiger ne regge una sola, laterale. I palpi mascellari hanno due segmenti: quello basale è trasversale, con una singola fossetta sensoriale; quello distale è invece cilindrico e munito di processi apicali. La lacinia è a singolo segmento, con un processo apicale; alla sua base si notano due spine o piccoli processi, che presumibilmente rappresentano le vestigia della galea. Si nota inoltre la presenza di un ponte ipostomale completo, visibile solo qui e nei micropterigidi. Manca la filiera. L'aspetto generale della larva ricorda molto quella di Dyseriocrania auricyanea Walsingham, 1882.

### Pupa
La crisalide è dectica, e quindi anche exarata.

Il capo mostra due paia di lunghe setole nella regione frontale, ed altre due in quella occipitale; mentre è assente il rostro. Anche il clipeo presenta tre setae da ogni lato. Le mandibole (simili a quelle delle pupe delle Eriocraniidae) sono asimmetriche, ipertrofiche e ricurve, differenti da quelle di A. queenslandensis per struttura e dimensioni, con apice tronco e margine mediamente dentellato. Sul labrum si osservano nove setae: quattro da un lato e cinque dall'altro. Non si notano invece setae né sul torace, né sull'addome. I tarsi hanno due unghie ciascuno, come nelle pupe di alcune specie di tricotteri. I processi del genitale maschile sono sviluppati e ricurvi.

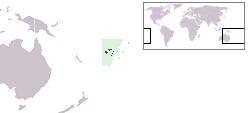
Localizzazione geografica delle isole Figi, locus typicus della specie

## Distribuzione e habitat
La specie è diffusa esclusivamente nell'Ecozona australasiana, più in particolare nelle Figi (locus typicus), Isole Salomone, Vanuatu ed in Nuova Caledonia).
L'habitat è costituito da foreste a conifere, in cui siano presenti alberi del genere Agathis.

## Biologia
Questo lepidottero mostra abitudini principalmente notturne.

Le larve si sviluppano all'interno dei semi di Araucariaceae del genere Agathis. La cavità all'interno del seme cresce man mano che la larva si alimenta, fino all'impupamento, che avviene all'interno della cavità stessa, durante la primavera.

Al termine della fase pupale, che normalmente può durare fino a tre anni, la crisalide fuoriesce dalla cavità scavata in precedenza, praticando un foro del diametro di circa 1,5 mm, aiutata in questo dalle mandibole ipertrofiche. Queste ultime non sono in grado di sovrapporre le punte in modo perfettamente funzionale, tanto che il foro di uscita viene creato da ciascuna singola mandibola tramite un lavoro di "sgorbiatura" e di "cesellatura"; a dimostrazione di ciò, si osserva che in alcuni semi di Agathis, sono visibili due distinti fori, uno per ogni mandibola. Le mandibole della crisalide vengono azionate dai muscoli mandibolari dell'adulto, in modo affine a quello descritto da Hinton per la pupa del tricottero Rhyacophila dorsalis (Curtis, 1834). La crisalide, che è exarata, fuoriesce dal seme parassitato prima dell'emersione dell'adulto, in quanto l'exuvia pupale viene ritrovata all'esterno del seme stesso. L'emersione dell'individuo adulto avviene anche grazie alle robuste unghie tarsiali.

### Alimentazione
I bruchi si alimentano esclusivamente dei semi di Agathis macrophylla (Lindl.) Mast. (Araucariaceae).

## Tassonomia

### Sinonimi
Non sono stati riportati sinonimi.

### Sottospecie
Non sono state descritte sottospecie.

## Conservazione
Lo stato di conservazione della specie non è stato ancora valutato dalla Lista rossa IUCN.